# Barro
Barro település Spanyolországban, Pontevedra tartományban. Barro Pontevedra, Poio, Portas, Moraña, Campo Lameiro és Meis községekkel határos. Lakosainak száma 3657 fő (2024).

## Népesség
A település népessége az elmúlt években az alábbi módon változott:
| Lakosok száma | 3470 | 3380 | 3426 | 3583 | 3724 | 3705 | 3699 | 3680 | 3637 | 3657 |
|               | 2001 | 2004 | 2007 | 2009 | 2012 | 2014 | 2017 | 2019 | 2022 | 2024 |